# Dji Osmo Pocket 3
DJI Osmo Pocket 3 je kompaktní ruční kamera s 3-osým stabilizátorem, které byla vydána v říjnu 2023 firmou DJI. Ponechává základní vlastnosti a užití DJI Osmo pocket série, ale většinu klíčových funkcí vylepšuje přestože je těžší a větší, než její předchůdce tak je stále kompaktní.
Osmo Pocket 3 byl vydán 25.října 2023. V době uveřejnění kamery byla cena US$ 519 ( přibližně 12 000 Kč ), jako samostatný produkt. Firma nabízela také balíček pro tvůrce, a to za  US$ 669 ( přibližně16 250 Kč ). Navíc šla zakoupit například sada ND filtrů za US$ 59 ( přibližně 1400 Kč).
V balíčku pro tvůrce najdeme Osmo Pocket 3, ochranou fólii, DJI poutko na zápěstí, rukojeť se závitem 1/4 závitem, menší sadu DJI Mic 2, držák na baterku, mini tripod, tašku a potřebné dokumenty.

## Vlastnosti kamery

### Kamera
Osmo Pocket 3 má 1-inch CMOS senzor, což je přibližně 3x větší senzor než měl jeho předchůdce. Kamera má různé módy: Foto, Video, Video ve slabém světle, časosběr a zpomalený záběr. Má jeden pevný objektiv, který je ekvivalentní 20mm zorného pole pro Full-Frame fotoaparát. Kamera umí natáčet do barevného profilu 10 bitový D-Log M, které umí natočit až miliardu barev, také do profilu Standard, HDR a HLG. Také má 3 vestavěné mikrofony. 
Kamera natáčí v různých režimech do následujících rozlišení a snímků za vteřinu:
- 4K (16:9): 3840×2160@24/25/30/48/50/60/120fps
- 2.7K (16:9): 2688×1512@24/25/30/48/50/60fps
- 1080p (16:9): 1920×1080@24/25/30/48/50/60120/240fps
- 3K (1:1): 3072×3072@24/25/30/48/50/60fps
- 2160p (1:1): 2160×2160@24/25/30/48/50/60fps
- 1080p (1:1): 1080×1080@24/25/30/48/50/60/120/240fps
- 3K (9:16): 1728×3072@24/25/30/48/50/60fps
- 2.7K (9:16): 1512×2688@24/25/30/48/50/60fps
- 1080p (9:16): 1080×1920@24/25/30/48/50/60120/240fps

### Fotografické vlastnosti
Kvalita fotografií je přibližně 9,4 MP. Fotografie ukládá do formátu JPEG nebo JPEG+DNG.

### ISO
Osmo Pocket 3 má 2 různé hodnoty ISO. Pro video v nízkém světle, které je od 50-16000, a pro všechny ostatní režimy ISO 50-6400.

### Baterie
Je vybaven baterií typu LiPo s kapacitou 1300 mAh a napětím 7.70 V. DJI uvádí výdrž baterie při pokojové teplotě a při nastavení 1080p/24fps (16:9), vypnutou obrazovkou a Wi-Fi 166 minut. V balíčku pro tvůrce je držák s baterií, který rozšiřuje původní kapacitu o 950mAh.

## Stabilizátor
3-osý stabilizátor vestavěný do Osmo Pocket 3. Stabilizátor je podobný na DJI dronech. Lze otáčet kameru na šířku i na výšku. Stabilizátor se ovládá pomocí páčky pod displejem. 
Funkce ActiveTrack 6.0 nabízí 3 možnosti sledování:
- Režim automatické detekce obličeje
- Režim dynamického rámování
- Základní režim

## Konstrukce
DJI Osmo 3 váží 179 g a jeho rozměry jsou 139.7×42.2×33.5 mm. Má 2-palcový displej s rozlišením 314×556 a světelnosti 700 nitů. Nemá vestavěnou pamět a využívá MicroSD karty